# Zr. Ms. Dolfijn (S808)
Zr. Ms. Dolfijn (S808) je ponorka Nizozemského královského námořnictva, která byla pojmenována podle delfínů. Jedná se o třetí ponorku třídy Walrus.

## Stavba
Stavba ponorky začala 12. června 1986 v nizozemské loděnici Rotterdamsche Droogdok Maatschappij, která se nacházela v Rotterdamu. Roku 1990 byla ponorka spuštěna na vodu a dne 29. června 1993 byla Dolfijn uvedena do služby.

## Covid-19
Koronavirus se nevyhnul ani nizozemské ponorce Dolfijn. 30. března 2020 bylo otestováno 15 lidí s mírnými příznaky a 8 z nich bylo pozitivních.